# Lantsch/Lenz
Lantsch/Lenz és un municipi del cantó dels Grisons (Suïssa), situat al districte d'Albula.

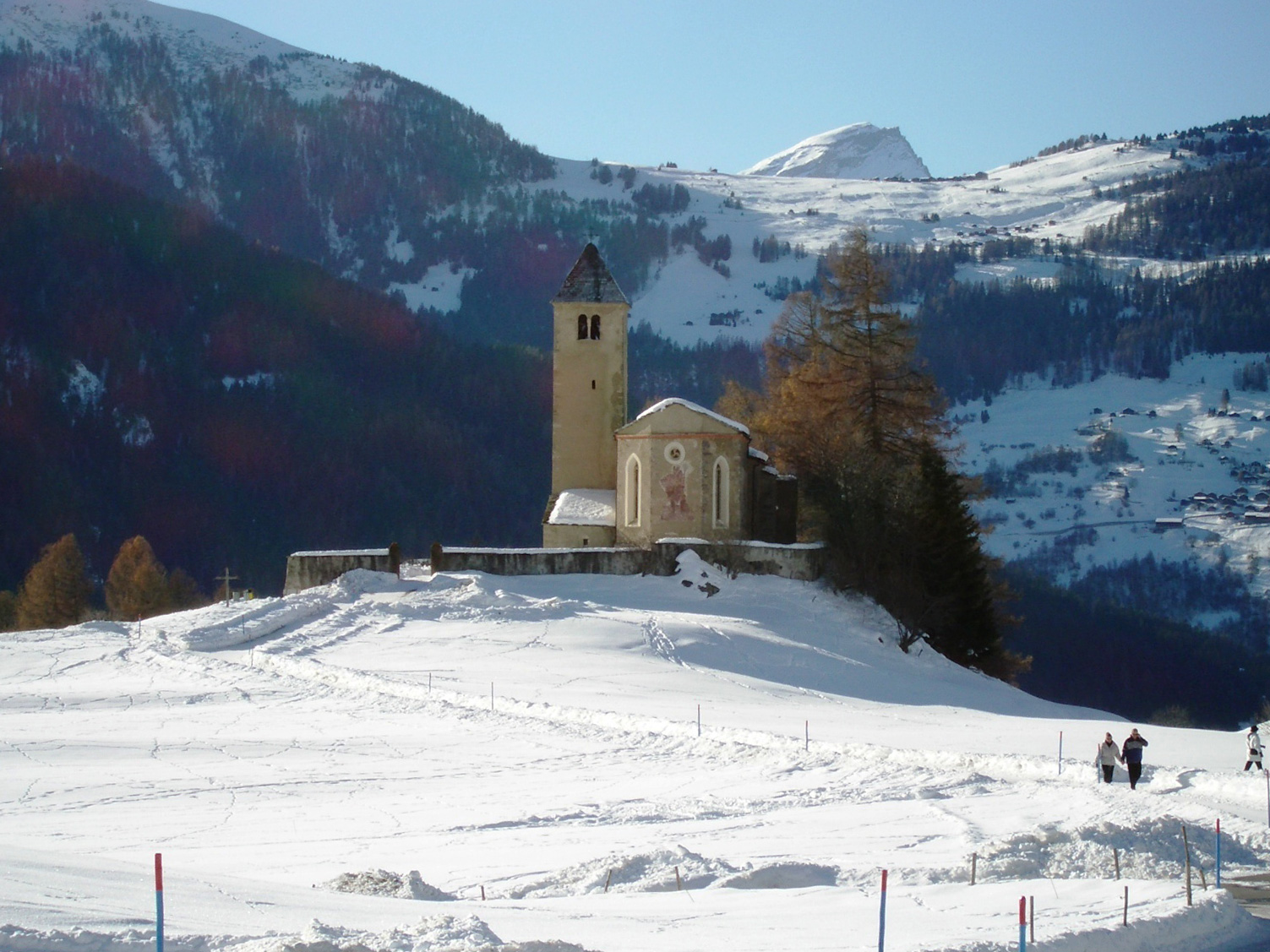
Església de Santa Maria